# 第一代林肯伯爵约翰·德拉波尔
第一代林肯伯爵约翰·德拉波尔（1460年—1487年6月16日）是玫瑰战争中约克派贵族的领导人物。
舅父理查三世死后，德拉波尔和新的都铎政权和解，但2年后他就组织了一场大规模约克派叛乱。他寻求将兰伯特·西姆内尔推上王位，称西姆内尔其实是沃里克伯爵爱德华。德拉波尔一旦取得成功，是否有自取王位的意向已不可知，但广泛受到史学家的怀疑。他在1487年的斯托克战役中战败被杀。

## 早年
约翰·德拉波尔是第二代萨福克公爵约翰·德拉波尔和约克的伊丽莎白的长子。其父是爱丽丝·乔叟的儿子，杰弗里·乔叟和菲利帕·罗特的外孙。菲利帕是爱德华三世王后埃诺的菲利帕的侍女，也是凯瑟琳·斯温福德的妹妹，后者后来（1396年）成为冈特的约翰的第三任妻子。冈特的约翰和凯瑟琳是亨利七世的祖先。伊丽莎白是第三代约克公爵理查·金雀花与塞西莉·内维尔的第六个孩子和第三女。因此，他是约克国王爱德华四世和理查三世的外甥。
1467年3月13日，约翰的舅舅爱德华四世封他为林肯伯爵。

## 王储
爱德华死后，德拉波尔成为舅父理查三世的坚定支持者。他得到每年500英镑的额外收入，被任为爱尔兰副总督和北方国会主管长官。理查的儿子和继承人米德尔汉姆的爱德华死后，他取代爱德华受任为国王在爱尔兰的助理，尽管这只是名义职位，爱尔兰的政府是在本地人第八代基尔代尔伯爵杰拉德·菲茨杰拉德管下的。
理查在位的最后一年，虽然未被公开宣称，但林肯已被立为王储。沃里克伯爵爱德华的继承权更优，但因父亲克拉伦斯公爵乔治于1478年谋叛兄长爱德华四世而获罪而被剥夺。理查将重要的领地授予林肯，甚至将传统意义上给继承人的康沃尔公国的收入也给了他。

## 叛乱
1485年8月22日理查三世在博斯沃思平原战役中战败身亡，林肯和新王亨利七世和解，但很快便对新政权感到不耐烦。名为西蒙兹的牧师将他介绍给貌似沃里克伯爵爱德华的门徒兰伯特·西姆内尔。而真正的爱德华已被亨利囚禁于伦敦塔。林肯决定推出爱德华为“真正的”约克派继承人，用西姆内尔扮演之，让林肯得以成为约克派的真正领导。林肯去勃艮第说服姨母勃艮第公爵夫人玛格丽特资助一起从亨利手中夺取王位的远征。名义上支持西姆内尔的同时，“私下地，他可能视自己登基为计划的最终目的。”林肯与雇佣军航行到爱尔兰，得到强烈希望约克派在英格兰复辟统治的基尔代尔伯爵杰拉德·菲茨杰拉德的支持。这主要因为约克诸王已允许爱尔兰自治，菲茨杰拉德几乎成了“未加冕的爱尔兰国王”。西姆内尔在爱尔兰以“爱德华六世”之名被宣布为王并在都柏林加冕。
在军队得到菲茨杰拉德的弟弟拉卡格的托马斯·菲茨杰拉德招募的爱尔兰人的进一步增强后，林肯登陆兰开夏郡的皮岛，向原为理查三世支持者据点的约克进军。但约克拒绝投降林肯。约克派在布拉默姆沼泽地对一支小规模兰开斯特派军队获得胜利，林肯成功避开了亨利的主力北方军队，后者在得知约克受到攻击后离开了。这可能是约克派计划的分散注意力之法。但林肯的军队却再三被爱德华·伍德维尔爵士率领的兰开斯特派骑兵骚扰。约克派渡过特伦特河，在东斯托克村附近的一座小山顶安营。很快第十三代牛津伯爵约翰·维尔率领的兰开斯特派主力军先锋追上了他们。在随后1487年6月16日的斯托克平原战役中，约克派完败。林肯和大多数约克派领导人在战斗中被杀。当年11月，他被追夺公民权。
但德拉波尔家族对王位的要求并未随着他的死而终结。他的弟弟第三代萨福克公爵埃德蒙·德拉波尔成为约克派的头号王位觊觎者，直至1513年被亨利八世下令处决。他们的弟弟理查·德拉波尔继续要求王位，直至在1525年2月24日死于帕维亚之战；他的另一个弟弟威廉被囚禁在伦敦塔37年，于1539年去世。

## 婚姻和子嗣
林肯可能在1470年代末娶了玛格丽特·菲茨阿兰，她是第十代阿伦德尔伯爵托马斯·菲茨阿兰和伊丽莎白·伍德维尔的妹妹玛格丽特·伍德维尔的女儿，但这场婚姻没有孩子。尽管一些消息来源声称他们有一个儿子叫爱德华，但这是不可能的，因为爱德华据称出生时，玛格丽特只有8岁。
1524年10月，玛格丽特的父亲托马斯·菲茨阿兰赠予她一枚“镶有绿松石的大戒指”。她似乎没有再婚，去世日期也不详。

## 流行文学形象
在1972年英國廣播公司第二台关于亨利七世统治的连续剧《塔的影子》的中，林肯在前几集是一个主要角色，由詹姆斯·劳伦森扮演。